# Воробьёв, Виктор Васильевич (генерал)
Ви́ктор Васи́льевич Воробьёв (20 июня 1948, Армавир, Краснодарский край — 7 января 1995, Грозный) — начальник Главного управления обеспечения общественного порядка МВД РФ. Сотрудник советских и российских правоохранительных органов, генерал-майор милиции, участник боевых действий в Чеченской республике.

## Биография
Родился в городе Армавире Краснодарского края. В 1964 году Виктор поступил в Георгиевский техникум механизации сельского хозяйства, который окончил с отличием в 1968 году. В течение последующего года работал механиком совхоза «Петровский». С мая 1969 года по май 1971 года проходил службу в должности старшины учебного дивизиона в г. Луцк Прикарпатского военного округа. 
В июне 1971 года поступил на службу в органы внутренних дел, службу начал младшим лейтенантом милиции, начальником ОВО Петровского ОВД (г. Светлоград). С конца 1972 года работал в службе уголовного розыска, с которым связал всю свою последующую жизнь. В октябре 1978 года в возрасте 30 лет, после окончания Ростовской высшей школы милиции, был назначен начальником Петровского ОВД. После окончания (с отличием) Академии МВД СССР в 1982 году, был назначен заместителем начальника УУР УВД Ставропольского края. С апреля 1986 по июнь 1988 года был начальником УУР УВД края. С июля 1988 года по сентябрь 1989 года – начальник Оперативной группы УВД края на КМВ в г. Пятигорске (в июле 1989 преобразована в УВД на КМВ). С сентября 1989 по февраль 1990 года – заместитель начальника УВД края, с марта 1990 года – Первый заместитель начальника УВД Ставропольского края – начальник Службы криминальной милиции. 
С декабря 1991 по июнь 1994 года — начальник Управления внутренних дел Смоленской области. Специальное звание «генерал-майор милиции» присвоено Указом Президента РФ №1337 от 8 ноября 1992 года. 
В июне 1994 года переведён в Москву, в главный аппарат Министерства внутренних дел Российской Федерации и назначен начальником Главного управления обеспечения охраны общественного порядка МВД России.

### Гибель
В декабре 1994 года направлен в Чеченскую республику, участник первой чеченской войны. 23 декабря 1994 года генерал-майор Воробьев возглавил группировку МВД РФ в Чечне. В обязанности генерала входило обеспечение охраны общественного порядка на занятой российскими войсками территории (расстановка милицейских блок-постов, организация охраны важных объектов, патрулирование населённых пунктов). Однако подчинённые ему милицейские подразделения (свыше десятка сводных отрядов ОМОН, СОБР, патрульно-постовой службы из различных регионов России, около 600 человек) оказались втянуты в боевые действия.  
Утром 7 января 1995 года Виктор Васильевич вместе с группой офицеров, направился к «Свечке», первые этажи которой занимали бойцы СОБР. Передвижения группы были замечены боевиками, она была накрыта миномётным огнем. Погиб Виктор Васильевич Воробьев в 8:50. Вместе с ним погибли три бойца ярославского СОБР, получил ранение и остался жив лишь полковник милиции Сандрыкин, которого Виктор Васильевич закрыл своим телом от осколков. 
Похоронен на аллее почётных захоронений Игнатьевского (Сажевого) кладбища г. Ставрополя.

## Награды
- Орден «За заслуги перед Отечеством» IV степени[11] (15 июня 1995, посмертно)

Медали СССР:
- В ознаменование 100-летия со дня рождения Владимира Ильича Ленина,
- За отличную службу по охране общественного порядка,
- За безупречную службу I, II и III степеней.

## Увековечивание памяти
На здании Управления МВД России по Смоленской области установлена мемориальная доска. Также в 2014 году в Управлении учреждены премия и переходящий кубок памяти генерала Воробьева, вручающиеся ежегодно лучшим территориальным органам внутренних дел региона.
Общероссийской общественной организацией ветеранов ОВД в 2004 году учреждена премия имени генерал-майора милиции В. В. Воробьева.
Отдельная витрина в Центральном музее МВД России посвящена генерал-майору милиции Воробьёву Виктору Васильевичу.
В Москве, Ставрополе и других городах проводятся турниры по боевому самбо, русскому рукопашному бою памяти генерал-майора В. В. Воробьёва.
В Светлограде назван проспект его именем, перед зданием РОВД установлен памятник.
В Светлограде проходит спартакиада сотрудников полиции, памяти генерал-майора милиции Виктора Воробьёва.